# Umbonia crassicornis
Umbonia crassicornis is een halfvleugelig insect uit de familie bochelcicaden (Membracidae). De soort werd voor het eerst beschreven door Charles Jean-Baptiste Amyot & Jean Guillaume Audinet Serville in 1843.

## Uiterlijke kenmerken
De cicade heeft vaak een groene lichaamskleur maar de keur is variabel. De lichaamslengte van de vrouwtjes is ongeveer 12 tot 14 millimeter. Mannetjes blijven kleiner en bereiken een lengte van 9 tot 13 mm. Aan de bovenzijde van het lichaam is een stekelachtige structuur aanwezig die lijkt op een doorn. De mannetjes zijn gemakkelijk van de vrouwtjes te onderscheiden door deze stekel, die van de mannetjes is namelijk veel langer dan die van vrouwtjes en het uiteinde is afgeplat, bij vrouwtjes is het uiteinde doornachtig. Deze stekel is naar achteren gericht. De nimfen hebben drie kleine stekels aan de bovenzijde. Een ander opvallend kenmerk is de bloedrode kleur van de ogen.

## Verspreidingsgebied
Umbonia crassicornis komt voor in delen van noordelijk Zuid-Amerika tot in zuidelijk Noord-Amerika in Mexico en de Amerikaanse staat Florida. Andere soorten uit het geslacht Umbonia komen noordelijker voor in delen van de Verenigde Staten.